# Tour aux Puces

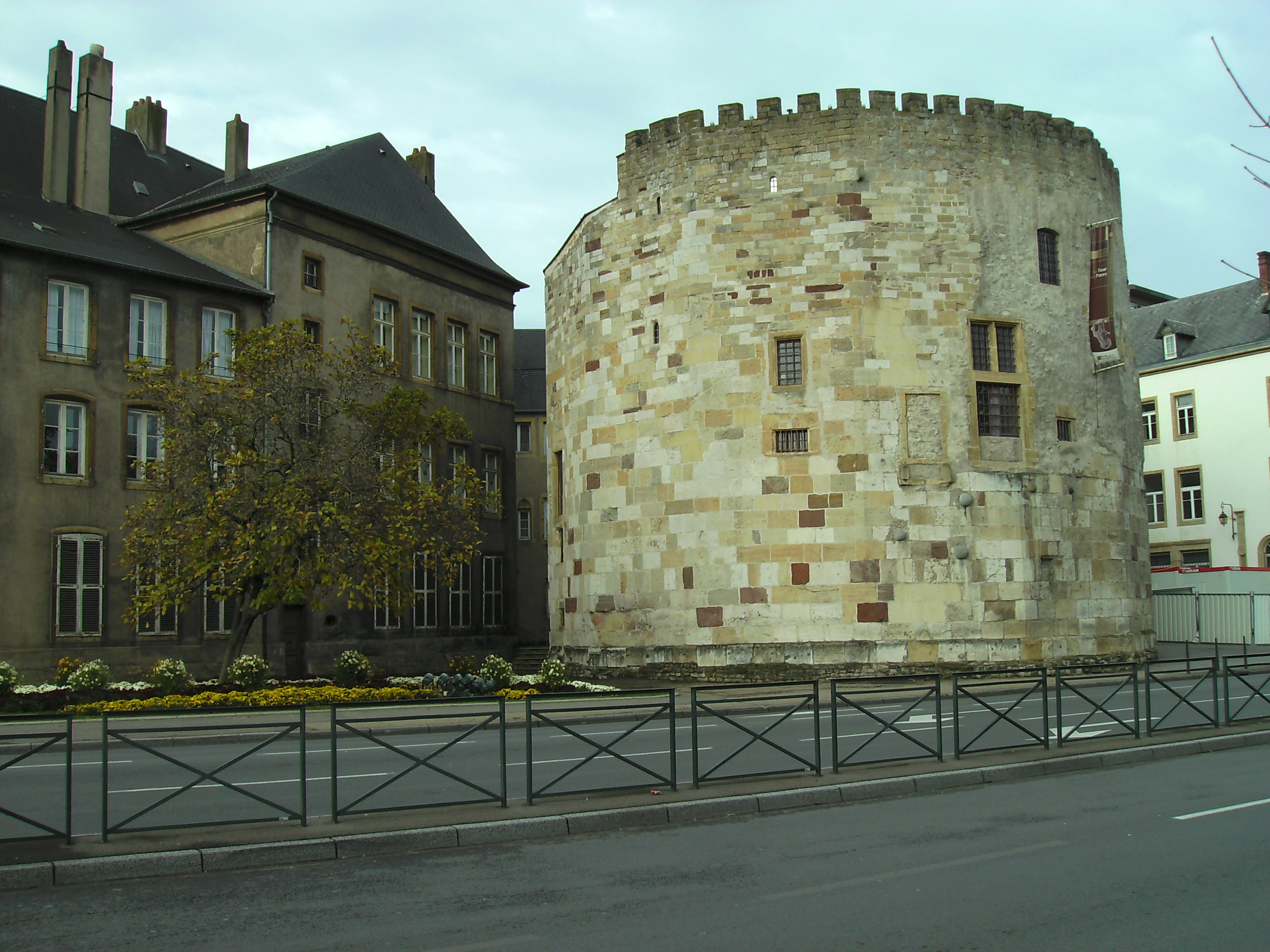
Tour aux Puces in Thionville

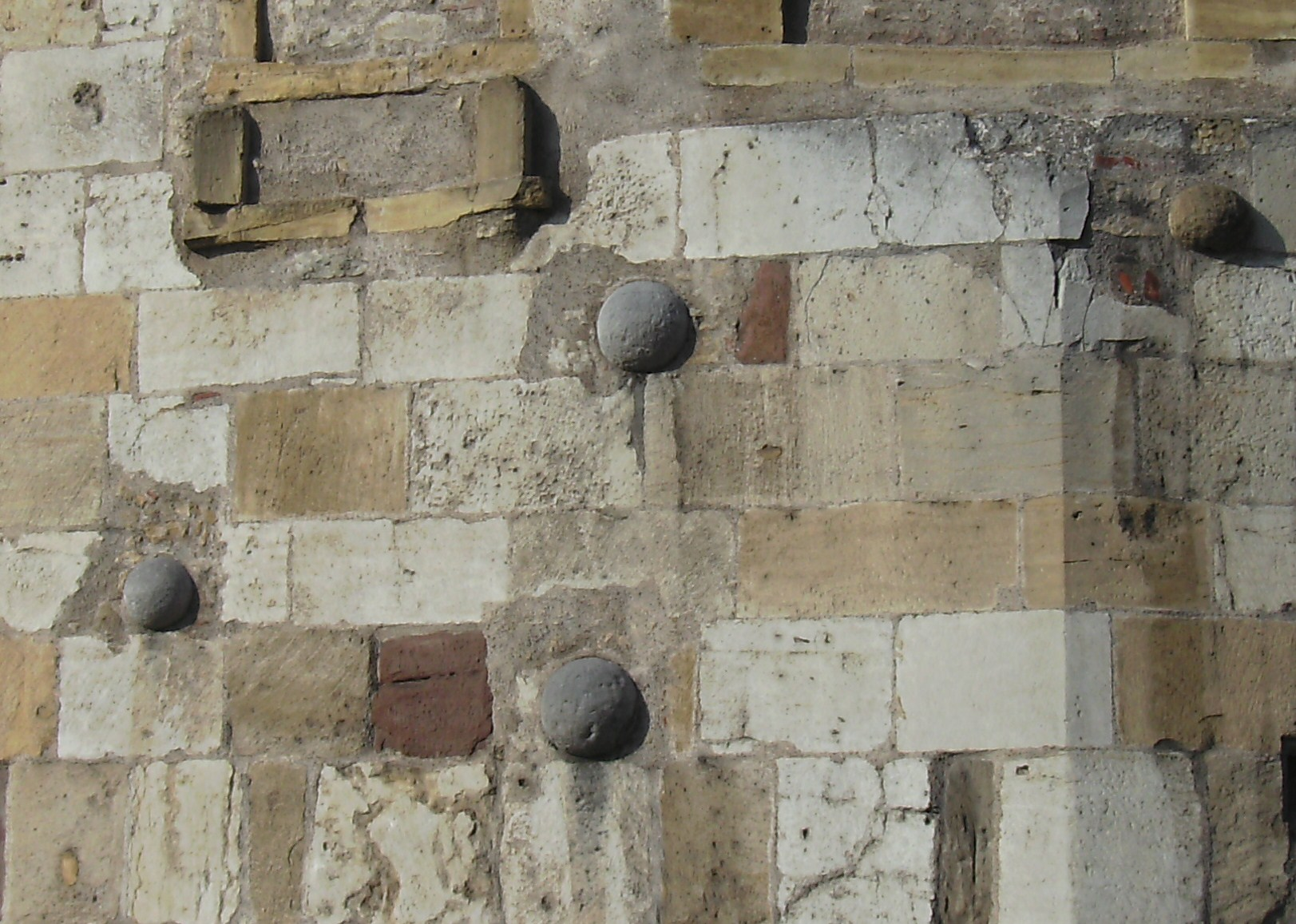
Eingeschlagene Kanonenkugeln im Tour aux Puces

Die Tour aux Puces (deutsch Flohturm) in Thionville, einer französischen Stadt im Département Moselle in der Region Grand Est, ist ein Bergfried aus dem 11. bis 12. Jahrhundert. Der Turm am Cour du Château ist seit 1932 als Baudenkmal (Monument historique) geschützt. Heute befindet sich darin das Stadtmuseum.

## Geschichte
Der massive Bergfried ist der einzige Rest einer Burg der Grafen von Luxemburg. Bemerkenswert sind seine 14 Ecken an der Außenseite und die komplizierte Innenstruktur. Er ist aus ungleichmäßig großen Hausteinen gearbeitet.